# Richard Ford

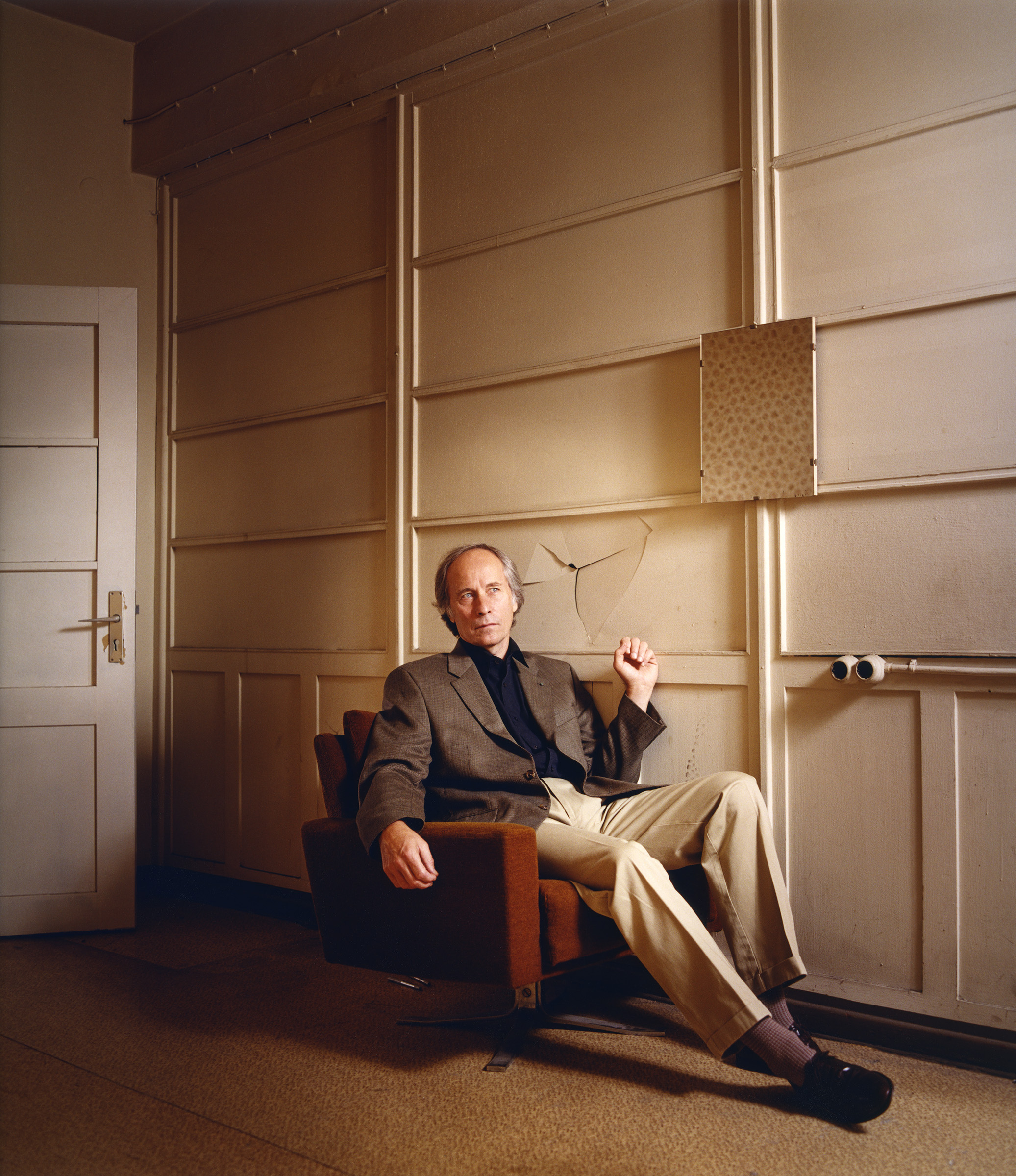
Richard Ford, Berlin 2002

Richard Ford (ur. 16 lutego 1944 w Jackson, Missisipi) – amerykański autor powieści i opowiadań. 
Zdobywca nagrody Pulitzera oraz przyznawanych przez amerykański PEN Club nagród: PEN/Faulkner Award i PEN/Malamud Award. Znany z trylogii w stylu Updike'a: The Sportswriter (1986), Independence Day (1995), The Lay of the Land (2006). Mieszka w Nowym Orleanie.